# Pannó
A pannó eredetileg keretezett fatáblát, díszítő falburkolatot jelentett. Kezdetben fából készült keretszerkezetből és a benne foglalt falfestményből vagy táblakép(ek)ből állt. Nagy méretű, díszítő funkciójú, falborításra használt táblafestmény. Lehet akár hatalmas méretű, de mégis szállítható.
A pannó rendszerint embermagasságban takarja a falat. A reneszánsz művészetben terjedt el. Eredetileg a fatáblákat nevezték pannónak, az elnevezés később a benne foglalt festmények elnevezésére is átterjedt. Ma már nemcsak farostlemez(ek)re festett képekre, hanem nagy méretű, vászonra festett képekre is használatos.

## A szó eredete
Francia szó (panneau), az ófrancia panel folytatása a késő latin pannellum nyomán, amely a pannus (‘szövetdarab’) kicsinyített alakja.

## Képgaléria

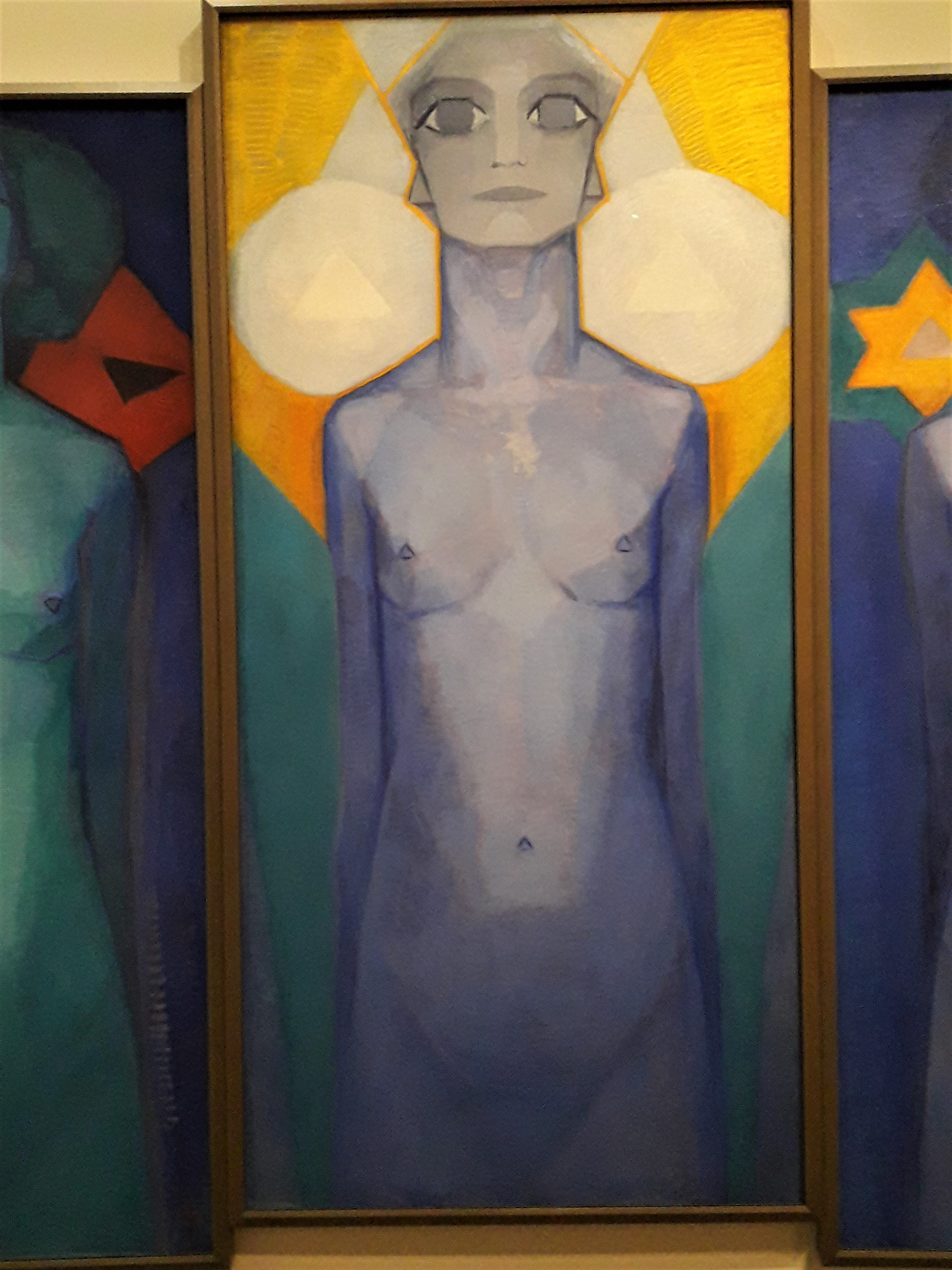
Piet Mondrian pannója 1911-ből - egy vászonra készült festmény
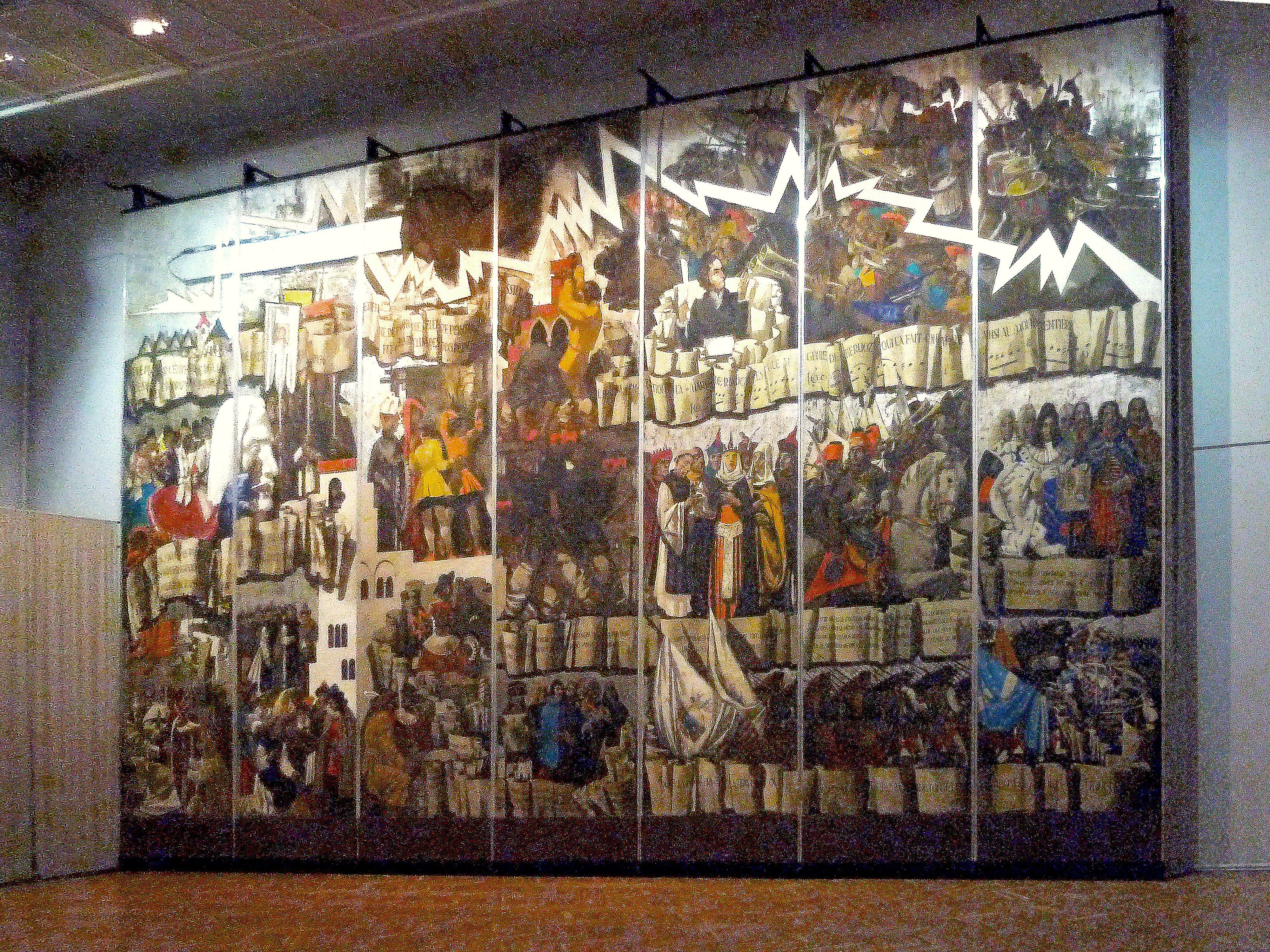
Aba-Novák Vilmos: Magyar-francia történelmi kapcsolatok

## Példák
- Alfons Mucha számos dekoratív pannósorozatot készített (Északok, Napszakok, Virágok, Művészetek, Drágakövek), amelyeken szépséges nőalakokat ábrázolt.[6]
- Aba-Novák Vilmos párizsi pannói